# Linos Chalwe
Linos Chalwe (Lusaka, 17 settembre 1980) è un ex calciatore zambiano, di ruolo attaccante.

## Carriera

### Club
Ha giocato nel campionato zambiano, botswano, malese, sudafricano, tunisino e siriano.

### Nazionale
Con la maglia della Nazionale ha collezionato 5 presenze, tra il 2005 e il 2006.